# Asami Miura
Pour les articles homonymes, voir Miura (homonymie).
Asami Miura (水卜麻美, Miura Asami), née le 10 avril 1987, à Ichikawa (préfecture de Chiba), au Japon est une présentatrice de télévision japonaise. Elle passe dans le programme qui s’appelle Hirunandesu!.

## Biographie

### Famille
Asami Miura a une sœur plus jeune qu’elle.

### Université
Elle a étudié la littérature anglaise à la faculté des lettres de l'université Keio.

### Lieux de travail
En 2010, elle entre à la Nippon Television comme présentatrice. Elle passe comme premier membre régulier dans « Hirunandesu! » depuis mars 2011. Grâce à cela, elle est devenue populaire et elle gagne le premier rang de la catégorie "présentatrice de télévision qu’on aime" depuis 2013. Elle passe aussi dans « 24 heures télévision (24時間テレビ) » depuis 2014 comme animatrice principale. Elle travaille principalement dans des émissions de variétés.

## Émissions

### Anciennes
- NFL club (NFL倶楽部)
- Ana-Doki! (アナドキッ！)
- Tensai!! Canpani (天才!!カンパニー)
- 24 jikan telebi (24時間テレビ)

### En 2015
- Hirunandesu!
- Shiawase! Bonbi-girl (幸せ!ボンビーガール)
- Ariyoshizemi (有吉ゼミ)
- Machikatsu ABC (narration) (街活ABC)